# Ortozifon
Ortozifon (lat. Orthosiphon), biljni rod iz porodice usnača kojemu pripada 43 vrste trajnica u južnoj i tropskoj Africi, Madagaskaru, Aziji i jedna vrsta u Kolumbiji.
Rod je smješten u podtribus  Ociminae, dio tribusa Ocimeae, potporodica Nepetoideae.

## Opis
Zeljasto bilje ili grmlje. Listovi nasuprotni, nazubljeni ili fino nazupčani do ± cijeli. Cvatovi terminalni, grozdasti ili metličasti. Cvjetovi u 2 – 12-cvjetnim pršljenovima; brakteje postojane. Čaška 5-zubasta, 2-usna; gornji zub najveći, široko jajasto-okrugao; 4 donja zupca ± jednaka ili 2 donja duža od 2 bočna, jajasto-trokutasta do ušiljena. Vjenčić s 2 usne; gornja usna uspravna, 3 – 4-režnjevita; donja usna vodoravna do zakrivljena, konkavna do lađastog oblika. Prašnika 4, izbačenih; donji par umetnut blizu usta, gornji par umetnut u cjevčicu vjenčića. Oraščići polukružni do duguljasti.

## Vrste
1. Orthosiphon adenocaulis A.J.Paton & Hedge
2. Orthosiphon allenii (C.H.Wright) Codd
3. Orthosiphon americanus Harley & A.J.Paton
4. Orthosiphon argenteus A.J.Paton & Hedge
5. Orthosiphon aristatus (Blume) Miq.
6. Orthosiphon biflorus A.J.Paton & Hedge
7. Orthosiphon brachystemon Deflers
8. Orthosiphon bullosus Chiov.
9. Orthosiphon cinereus A.J.Paton
10. Orthosiphon cladotrichos Gürke
11. Orthosiphon cuanzae (I.M.Johnst.) A.J.Paton
12. Orthosiphon discolor A.J.Paton & Hedge
13. Orthosiphon ellipticus A.J.Paton & Hedge
14. Orthosiphon exilis A.J.Paton & Hedge
15. Orthosiphon ferrugineus Balf.f.
16. Orthosiphon fruticosus Codd
17. Orthosiphon glandulosus C.E.C.Fisch.
18. Orthosiphon hanningtonii (Baker) A.J.Paton
19. Orthosiphon humbertii Danguy
20. Orthosiphon lanatus Doan ex Suddee & A.J.Paton
21. Orthosiphon melhanensis Schweinf. ex O.Schwartz
22. Orthosiphon miserabilis A.J.Paton & Hedge
23. Orthosiphon newtonii Briq.
24. Orthosiphon nigripunctatus G.Taylor
25. Orthosiphon pallidus Benth.
26. Orthosiphon parishii Prain
27. Orthosiphon parvifolius Vatke
28. Orthosiphon pseudoaristatus Suddee
29. Orthosiphon robustus Hook.f.
30. Orthosiphon rotundifolius Doan ex Suddee & A.J.Paton
31. Orthosiphon ruber A.J.Paton & Hedge
32. Orthosiphon rubicundus (D.Don) Benth.
33. Orthosiphon sarmentosus A.J.Paton & Hedge
34. Orthosiphon scapiger Benth.
35. Orthosiphon scedastophyllus A.J.Paton
36. Orthosiphon schimperi Benth.
37. Orthosiphon schliebenii A.J.Paton
38. Orthosiphon thymiflorus (Roth) Sleesen
39. Orthosiphon truncatus Doan ex Suddee & A.J.Paton
40. Orthosiphon vernalis Codd
41. Orthosiphon violaceus Briq.
42. Orthosiphon wattii Prain
43. Orthosiphon wulfenioides (Diels) Hand.-Mazz.

## Sinonimi
- Nautochilus Bremek.; Ann. Transvaal Mus. 15: 252 (1933)
- Clerodendranthus Kudô; Mem. Fac. Sci. Taihoku Imp. Univ. 2: 117 (1929)